# Formel 1-VM 2020
Formel 1-VM 2020 var den sjuttioförsta säsongen av Fédération Internationale de l'Automobile:s världsmästerskap för formelbilar, Formel 1. Säsongen var planerad att starta i Australien den 15 mars och att avslutas i Abu Dhabi den 29 november. På grund av den pågående coronaviruspandemin ställdes dock Australiens GP in och säsongspremiären sköts fram. Säsongen startade så småningom med Österrikes GP den 5 juli och avslutades med Abu Dhabis GP den 13 december.
2020 års tävlingskalender var tänkt att bestå av 22 lopp, vilket skulle bli den längsta säsongen i Formel 1:s historia. De stora förändringarna i den ursprungliga kalendern var att Tysklands Grand Prix lyftes ut ur kalendern efter att Mercedes valt att inte gå in som huvudsponsor detta år och att Nederländernas Grand Prix planerades komma tillbaka efter 35 års frånvaro. Vietnams Grand Prix var ett helt nytt Grand Prix som skulle körts i Vietnams huvudstad Hanoi 5 april. Mindre förändringar var att Azerbajdzjans Grand Prix flyttades fram till första veckan i juni samt att USA:s- och Mexikos Grand Prix bytte plats med varandra. Kalendern blev dock helt omgjord till följd av coronapandemin.
F1 2020 skulle vara den sista säsongen med nuvarande reglemente. Inför 2021 skulle det ha kommit radikala förändringar i reglementet. Dessa ändringar kommer istället att ske 2022 på grund av coronaviruspandemin.
Mercedes säkrade konstruktörsmästerskapet efter Emilia-Romagnas Grand Prix
och Lewis Hamilton säkrade förarmästerskapet när han vann Turkiets Grand Prix.

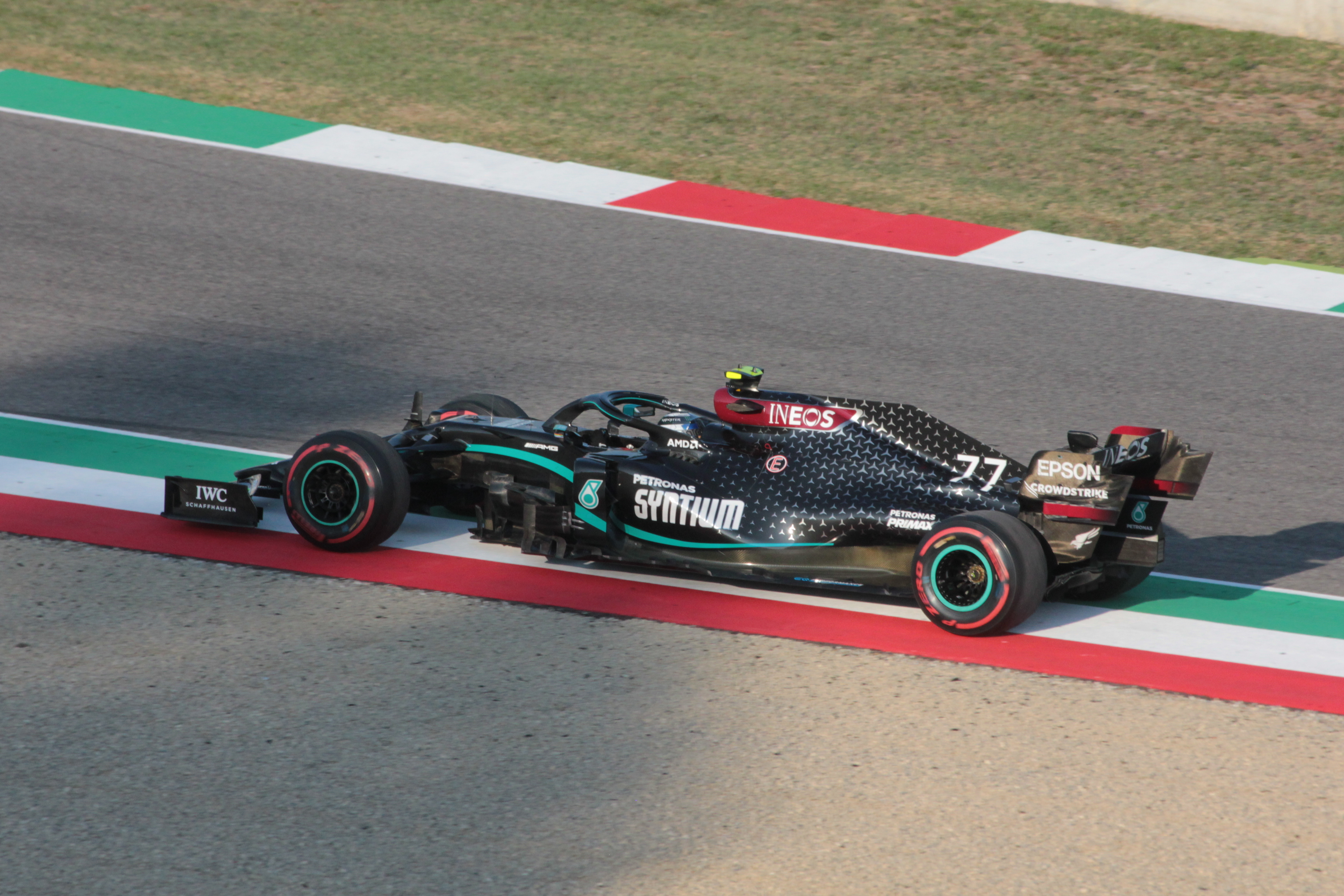
Vid Emilia-Romagnas Grand Prix 2020 tog Mercedes hem sitt sjunde raka konstuktörsmästerskap.

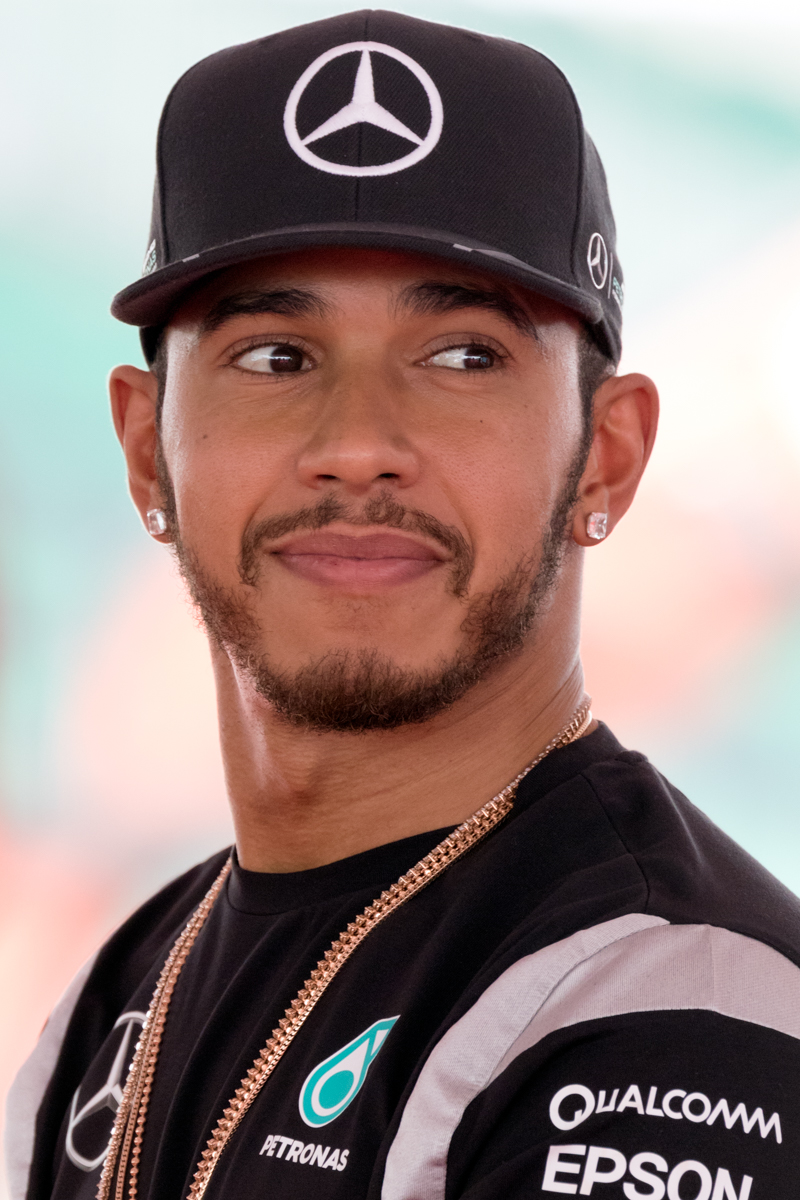
Lewis Hamilton stod som titelförsvarare och blev världsmästare för sjunde gången i karriären när han vann Turkiets Grand Prix 2020.

## Formel 1 och Coronavirusutbrottet
Med anledning av det pågående coronavirusutbrottet drog sig McLaren ur det som skulle ha varit öppningsloppet i Australien efter att en person i stallet testats positivt för covid-19. Senare samma dag tog den lokala tävlingsledningen, Formula 1 och Internationella bilsportsförbundet det gemensamma beslutet att ställa in Australiens Grand Prix. Bahrains Grand Prix var till en början tänkt att köras inför tomma läktare. 12 mars togs beslutet att tillsammans med Vietnams GP, och i likhet med Kinas GP att tillsvidare skjuta loppet på framtiden.

## Stall och förare
Följande stall och förare deltog i 2020 års säsong av Formel 1-VM.
| Alfa Romeo Racing Orlen       | Alfa Romeo Racing-Ferrari | C39                   | Ferrari 065                 | P | 7  | Kimi Räikkönen     | 1–17      |
| Alfa Romeo Racing Orlen       | Alfa Romeo Racing-Ferrari | C39                   | Ferrari 065                 | P | 99 | Antonio Giovinazzi | 1–17      |
| Scuderia Alpha Tauri Honda    | Alpha Tauri-Honda         | AT01                  | Honda RA620H                | P | 10 | Pierre Gasly       | 1–17      |
| Scuderia Alpha Tauri Honda    | Alpha Tauri-Honda         | AT01                  | Honda RA620H                | P | 26 | Daniil Kvyat       | 1–17      |
| Scuderia Ferrari              | Ferrari                   | SF1000                | Ferrari 065                 | P | 5  | Sebastian Vettel   | 1–17      |
| Scuderia Ferrari              | Ferrari                   | SF1000                | Ferrari 065                 | P | 16 | Charles Leclerc    | 1–17      |
| Haas F1 Team                  | Haas-Ferrari              | VF-20                 | Ferrari 065                 | P | 8  | Romain Grosjean    | 1–15      |
| Haas F1 Team                  | Haas-Ferrari              | VF-20                 | Ferrari 065                 | P | 20 | Kevin Magnussen    | 1–17      |
| Haas F1 Team                  | Haas-Ferrari              | VF-20                 | Ferrari 065                 | P | 51 | Pietro Fittipaldi  | 16–17     |
| McLaren F1 Team               | McLaren-Renault           | MCL35                 | Renault E-Tech 20           | P | 4  | Lando Norris       | 1–17      |
| McLaren F1 Team               | McLaren-Renault           | MCL35                 | Renault E-Tech 20           | P | 55 | Carlos Sainz Jr.   | 1–17      |
| Mercedes-AMG Petronas F1 Team | Mercedes                  | F1 W11 EQ Performance | M11 EQ Performance          | P | 44 | Lewis Hamilton     | 1–15, 17  |
| Mercedes-AMG Petronas F1 Team | Mercedes                  | F1 W11 EQ Performance | M11 EQ Performance          | P | 63 | George Russell     | 16        |
| Mercedes-AMG Petronas F1 Team | Mercedes                  | F1 W11 EQ Performance | M11 EQ Performance          | P | 77 | Valtteri Bottas    | 1–17      |
| BWT Racing Point F1 Team      | Racing Point-BWT Mercedes | RP20                  | BWT Mercedes                | P | 11 | Sergio Pérez       | 1–4, 6–17 |
| BWT Racing Point F1 Team      | Racing Point-BWT Mercedes | RP20                  | BWT Mercedes                | P | 18 | Lance Stroll       | 1–17      |
| BWT Racing Point F1 Team      | Racing Point-BWT Mercedes | RP20                  | BWT Mercedes                | P | 27 | Nico Hülkenberg    | 4–5, 11   |
| Aston Martin Red Bull Racing  | Red Bull Racing-Honda     | RB16                  | Honda RA620H                | P | 23 | Alexander Albon    | 1–17      |
| Aston Martin Red Bull Racing  | Red Bull Racing-Honda     | RB16                  | Honda RA620H                | P | 33 | Max Verstappen     | 1–17      |
| Renault DP World F1 Team      | Renault                   | R.S.20                | Renault E-Tech 20           | P | 3  | Daniel Ricciardo   | 1–17      |
| Renault DP World F1 Team      | Renault                   | R.S.20                | Renault E-Tech 20           | P | 31 | Esteban Ocon       | 1–17      |
| Williams Racing               | Williams-Mercedes         | FW43                  | Mercedes M11 EQ Performance | P | 6  | Nicholas Latifi    | 1–17      |
| Williams Racing               | Williams-Mercedes         | FW43                  | Mercedes M11 EQ Performance | P | 63 | George Russell     | 1–15, 17  |
| Williams Racing               | Williams-Mercedes         | FW43                  | Mercedes M11 EQ Performance | P | 89 | Jack Aitken        | 16        |
| Källor:                       |                           |                       |                             |   |    |                    |           |

### Förare i träningspassen
Under säsongen har tre förare kört som testförare eller tredjeförare i träningspassen. Först Jack Aitken och Roy Nissany för Williams vid en respektive två Grand Prix. Robert Kubica körde för Alfa Romeo i tre träningspass. Robert Shwartzman är planerad att köra i ett träningspass vid Abu Dhabis Grand Prix för Haas. Mick Schumacher och Callum Ilott skulle deltagit i det första träningspasset vid Eifels Grand Prix 2020 för Alfa Romeo respektive Haas, men träningspasset kunde inte genomföras på grund av dåligt väder.

### Teamförändringar
Red Bull GmbH, moderbolaget av Red Bull Racing och Scuderia Toro Rosso, bytte namnet på Toro Rosso till "Scuderia Alpha Tauri". Teamet använder konstruktörsnamnet "Alpha Tauri". Namnet kommer från Red Bulls modemärke.

### Förarbyten
Esteban Ocon återvände till formel 1 i Renault och ersatte därmed Nico Hülkenberg. Robert Kubica lämnar Williams och går med som reservförare åt Alfa Romeo. Nicholas Latifi ersätter Kubica vid Williams.

#### Förändringar under säsongen
En dag före Storbritanniens Grand Prix testade Racing Points förare Sergio Pérez positivt för sars-cov-2 och fick därmed inte lov att delta i loppet. Racing Point meddelade att om Pérez testade negativt innan nästa helg, skulle han köra under 70-årsjubileumets Grand Prix. Pérez testade dock positivt ännu en gång och deltog inte i loppet helgen efter. Nico Hülkenberg ersatte Sergio Pérez vid båda tillfällena. Pérez testade negativt under samma vecka som Spaniens Grand Prix och FIA bedömde att han kunde köra i loppet.
Pérez lagkamrat Lance Stroll blev plötsligt sjuk under Eifels Grand Prix och Hülkenberg ersatte Stroll vid kvalet och loppet.
Efter kraschen i Bahrains Grand Prix som Romain Grosjean råkade ut för bekräftades att Pietro Fittipaldi tar över platsen i Haas i det efterföljande loppet, Sakhirs Grand Prix.
Lewis Hamilton testades positiv för Covid-19 efter Bahrains Grand Prix och kunde därför inte delta i Sakhirs Grand Prix. Det blev sedan klart att George Russell tar över platsen i Mercedes samtidigt som F2-föraren Jack Aitken får chansen i Williams istället för Russell.

## Tävlingskalender

De länderna som formel 1 anordnas i är markerade i grönt.

Följande 22 Grand Prix bekräftades av FIA 4 oktober 2019, och skulle ha ägt rum 2020.
|         | Grand Prix                 | Bana                                       | Datum        |
| ------- | -------------------------- | ------------------------------------------ | ------------ |
| 1       | Australiens Grand Prix     | Melbourne Grand Prix Circuit, Melbourne    | 15 mars      |
| 2       | Bahrains Grand Prix        | Bahrain International Circuit, Sakhir      | 22 mars      |
| 3       | Vietnams Grand Prix        | Hanoi Motor Sport Circuit , Hanoi          | 5 april      |
| 4       | Kinas Grand Prix           | Shanghai International Circuit, Shanghai   | 19 april     |
| 5       | Nederländernas Grand Prix  | Circuit Zandvoort, Zandvoort               | 3 maj        |
| 6       | Spaniens Grand Prix        | Circuit de Barcelona-Catalunya, Barcelona  | 10 maj       |
| 7       | Monacos Grand Prix         | Circuit de Monaco, Monte Carlo             | 24 maj       |
| 8       | Azerbajdzjans Grand Prix   | Baku City Circuit, Baku                    | 7 juni       |
| 9       | Kanadas Grand Prix         | Circuit Gilles Villeneuve, Montréal        | 14 juni      |
| 10      | Frankrikes Grand Prix      | Circuit Paul Ricard, Le Castellet          | 28 juni      |
| 11      | Österrikes Grand Prix      | Red Bull Ring, Steiermark                  | 5 juli       |
| 12      | Storbritanniens Grand Prix | Silverstone Circuit, Silverstone           | 19 juli      |
| 13      | Ungerns Grand Prix         | Hungaroring, Budapest                      | 2 augusti    |
| 14      | Belgiens Grand Prix        | Circuit de Spa-Francorchamps, Stavelot     | 30 augusti   |
| 15      | Italiens Grand Prix        | Autodromo Nazionale Monza, Monza           | 6 september  |
| 16      | Singapores Grand Prix      | Marina Bay Street Circuit, Singapore       | 20 september |
| 17      | Rysslands Grand Prix       | Sotji Autodrom, Sotji                      | 27 september |
| 18      | Japans Grand Prix          | Suzuka International Racing Course, Suzuka | 11 oktober   |
| 19      | USA:s Grand Prix           | Circuit of the Americas, Austin, Texas     | 25 oktober   |
| 20      | Mexikos Grand Prix         | Autódromo Hermanos Rodríguez, Mexico City  | 1 november   |
| 21      | Brasiliens Grand Prix      | Autódromo José Carlos Pace, São Paulo      | 15 november  |
| 22      | Abu Dhabis Grand Prix      | Yas Marina Circuit, Abu Dhabi              | 29 november  |
| Källor: |                            |                                            |              |

Följande kalender bekräftades av FIA efter coronavirusutbrottet.
|         | Grand Prix                   | Bana                                                | Datum        |
| ------- | ---------------------------- | --------------------------------------------------- | ------------ |
| 1       | Österrikes Grand Prix        | Red Bull Ring, Steiermark                           | 5 juli       |
| 2       | Steiermarks Grand Prix       | Red Bull Ring, Steiermark                           | 12 juli      |
| 3       | Ungerns Grand Prix           | Hungaroring, Budapest                               | 19 juli      |
| 4       | Storbritanniens Grand Prix   | Silverstone Circuit, Silverstone                    | 2 augusti    |
| 5       | 70-årsjubileumets Grand Prix | Silverstone Circuit, Silverstone                    | 9 augusti    |
| 6       | Spaniens Grand Prix          | Circuit de Barcelona-Catalunya, Barcelona           | 16 augusti   |
| 7       | Belgiens Grand Prix          | Circuit de Spa-Francorchamps, Stavelot              | 30 augusti   |
| 8       | Italiens Grand Prix          | Autodromo Nazionale Monza, Monza                    | 6 september  |
| 9       | Toscanas Grand Prix          | Autodromo Internazionale del Mugello, Florens       | 13 september |
| 10      | Rysslands Grand Prix         | Sotji Autodrom, Sotji                               | 27 september |
| 11      | Eifels Grand Prix            | Nürburgring, Nürburg                                | 11 oktober   |
| 12      | Portugals Grand Prix         | Autódromo Internacional do Algarve, Portimão        | 25 oktober   |
| 13      | Emilia-Romagnas Grand Prix   | Autodromo Internazionale Enzo e Dino Ferrari, Imola | 1 november   |
| 14      | Turkiets Grand Prix          | Istanbul Park, Istanbul                             | 15 november  |
| 15      | Bahrains Grand Prix          | Bahrain International Circuit, Sakhir               | 29 november  |
| 16      | Sakhirs Grand Prix           | Bahrain International Circuit, Sakhir               | 6 december   |
| 17      | Abu Dhabis Grand Prix        | Yas Marina Circuit, Abu Dhabi                       | 13 december  |
| Källor: |                              |                                                     |              |

## Resultat

### Grand Prix
|    | Grand Prix                   | Pole position   | Snabbaste varv   | Segrande förare | Segrande konstruktör | Rapport |
| -- | ---------------------------- | --------------- | ---------------- | --------------- | -------------------- | ------- |
| 1  | Österrikes Grand Prix        | Valtteri Bottas | Lando Norris     | Valtteri Bottas | Mercedes             | Rapport |
| 2  | Steiermarks Grand Prix       | Lewis Hamilton  | Carlos Sainz     | Lewis Hamilton  | Mercedes             | Rapport |
| 3  | Ungerns Grand Prix           | Lewis Hamilton  | Lewis Hamilton   | Lewis Hamilton  | Mercedes             | Rapport |
| 4  | Storbritanniens Grand Prix   | Lewis Hamilton  | Max Verstappen   | Lewis Hamilton  | Mercedes             | Rapport |
| 5  | 70-årsjubileumets Grand Prix | Valtteri Bottas | Lewis Hamilton   | Max Verstappen  | Red Bull Racing      | Rapport |
| 6  | Spaniens Grand Prix          | Lewis Hamilton  | Valtteri Bottas  | Lewis Hamilton  | Mercedes             | Rapport |
| 7  | Belgiens Grand Prix          | Lewis Hamilton  | Daniel Ricciardo | Lewis Hamilton  | Mercedes             | Rapport |
| 8  | Italiens Grand Prix          | Lewis Hamilton  | Lewis Hamilton   | Pierre Gasly    | Alpha Tauri          | Rapport |
| 9  | Toscanas Grand Prix          | Lewis Hamilton  | Lewis Hamilton   | Lewis Hamilton  | Mercedes             | Rapport |
| 10 | Rysslands Grand Prix         | Lewis Hamilton  | Valtteri Bottas  | Valtteri Bottas | Mercedes             | Rapport |
| 11 | Eifels Grand Prix            | Valtteri Bottas | Max Verstappen   | Lewis Hamilton  | Mercedes             | Rapport |
| 12 | Portugals Grand Prix         | Lewis Hamilton  | Lewis Hamilton   | Lewis Hamilton  | Mercedes             | Rapport |
| 13 | Emilia-Romagnas Grand Prix   | Valtteri Bottas | Lewis Hamilton   | Lewis Hamilton  | Mercedes             | Rapport |
| 14 | Turkiets Grand Prix          | Lance Stroll    | Lando Norris     | Lewis Hamilton  | Mercedes             | Rapport |
| 15 | Bahrains Grand Prix          | Lewis Hamilton  | Max Verstappen   | Lewis Hamilton  | Mercedes             | Rapport |
| 16 | Sakhirs Grand Prix           | Valtteri Bottas | George Russell   | Sergio Pérez    | Racing Point         | Rapport |
| 17 | Abu Dhabis Grand Prix        | Max Verstappen  | Daniel Ricciardo | Max Verstappen  | Red Bull Racing      | Rapport |

### Förarmästerskapet
| Placering | Förare             | Konstruktör       | Poäng | Segrar |
| --------- | ------------------ | ----------------- | ----- | ------ |
| 1         | Lewis Hamilton     | Mercedes          | 347   | 11     |
| 2         | Valtteri Bottas    | Mercedes          | 223   | 2      |
| 3         | Max Verstappen     | Red Bull Racing   | 214   | 2      |
| 4         | Sergio Pérez       | Racing Point      | 125   | 1      |
| 5         | Daniel Ricciardo   | Renault           | 119   | 0      |
| 6         | Carlos Sainz       | McLaren           | 105   | 0      |
| 7         | Alexander Albon    | Red Bull Racing   | 105   | 0      |
| 8         | Charles Leclerc    | Ferrari           | 98    | 0      |
| 9         | Lando Norris       | McLaren           | 97    | 0      |
| 10        | Pierre Gasly       | Alpha Tauri       | 75    | 1      |
| 11        | Lance Stroll       | Racing Point      | 75    | 0      |
| 12        | Esteban Ocon       | Renault           | 62    | 0      |
| 13        | Sebastian Vettel   | Ferrari           | 33    | 0      |
| 14        | Daniil Kvyat       | Alpha Tauri       | 32    | 0      |
| 15        | Nico Hülkenberg    | Racing Point      | 10    | 0      |
| 16        | Kimi Räikkönen     | Alfa Romeo        | 4     | 0      |
| 17        | Antonio Giovinazzi | Alfa Romeo        | 4     | 0      |
| 18        | George Russell     | Williams Mercedes | 3     | 0      |
| 19        | Romain Grosjean    | Haas              | 2     | 0      |
| 20        | Kevin Magnussen    | Haas              | 1     | 0      |
| 21        | Nicholas Latifi    | Williams          | 0     | 0      |
| 22        | Jack Aitken        | Williams          | 0     | 0      |
| 23        | Pietro Fittipaldi  | Haas              | 0     | 0      |

### Konstruktörsmästerskapet
| Placering | Konstruktör               | Poäng |
| --------- | ------------------------- | ----- |
| 1         | Mercedes                  | 573   |
| 2         | Red Bull Racing-Honda     | 319   |
| 3         | McLaren-Renault           | 202   |
| 4         | Racing Point-BWT Mercedes | 195   |
| 5         | Renault                   | 181   |
| 6         | Ferrari                   | 131   |
| 7         | Alpha Tauri-Honda         | 107   |
| 8         | Alfa Romeo Racing-Ferrari | 8     |
| 9         | Haas-Ferrari              | 3     |
| 10        | Williams-Mercedes         | 0     |